# Xã Gladwin, Michigan
Xã Gladwin (tiếng Anh: Gladwin Township) là một xã thuộc quận Gladwin, tiểu bang Michigan, Hoa Kỳ. Năm 2010, dân số của xã này là 1.116 người.